# Mennekes (Unternehmen)
Die Amad Mennekes Holding GmbH & Co. KG mit Sitz in Kirchhundem im südlichen Sauerland ist ein Hersteller von Industriesteckvorrichtungen und von Produkten für die Elektromobilität. Mennekes entwickelte den Ladestecker vom Typ 2, der seit 2014 per EU-Gesetz der Ladestandard für Elektrofahrzeuge in Europa ist.

## Geschichte

### Gründung und Einstieg in die Produktion von Industriesteckvorrichtungen
Die Firma Mennekes wurde 1935 als Elektrohandwerksbetrieb von Aloys Mennekes (1910–1976) in Hofolpe gegründet. Kurz zuvor hatte er seinen Meisterbrief als Elektromeister erhalten. Neben ihm arbeiteten anfangs nur zwei Lehrlinge im Betrieb. Im Jahr 1937 mietete Mennekes einen Laden in Kirchhundem, in dem er verschiedene Elektroartikel verkaufte. Von dort aus belieferte er die Kunden mit dem Motorrad und in einem Opel P4. Nach Ende des Zweiten Weltkrieges reparierte Mennekes zunächst durch Kriegseinwirkungen zerstörte Stromleitungen. 1945 machte Mennekes die ersten Schritte vom Elektrohandwerksbetrieb hin zum Hersteller von Elektrotechnik und produzierte in einer von ihm angemieteten Schützenhalle einen elektrischen Feueranzünder, da in den ersten Nachkriegsmonaten in Deutschland ein Mangel an Streichhölzern herrschte. Der 9,90 Reichsmark teure Glühauf, der aus einer Glühspirale mit elektrischem Anschlusskabel bestand, konnte Zigaretten und dünne Papierstreifen anzünden. Der Glühauf war das erste Patent der Firma Mennekes. In Folge wuchs das Unternehmen und beschäftigte 39 Mitarbeiter.

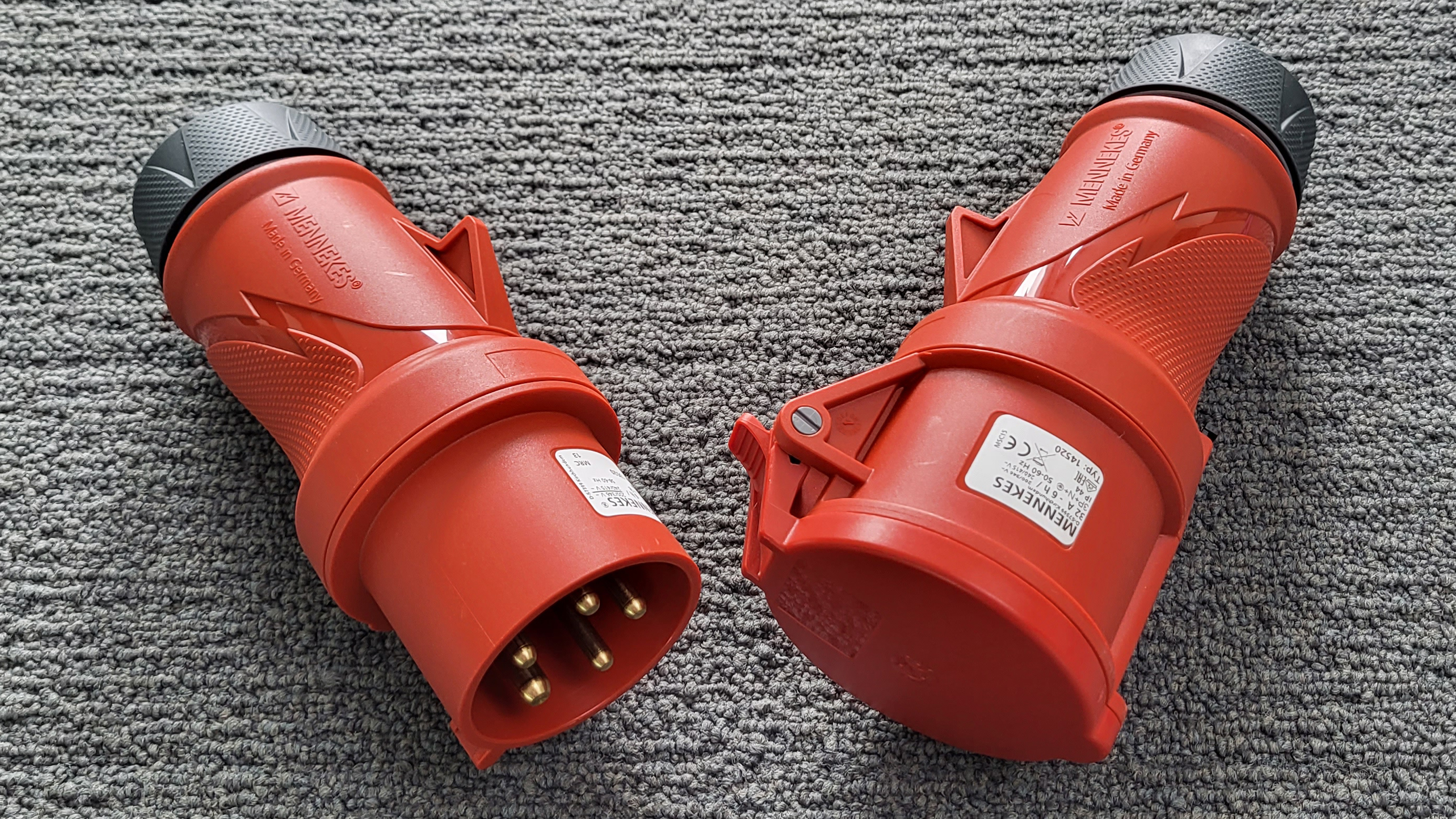
CEE-Stecker und Kupplung von Mennekes

Im Jahr 1947 wurde auf dem neu erworbenen Werksgelände in Kirchhundem ein eigenes Fabrikgebäude gebaut, 1948 zog die gesamte Firma in das neue Werk um. Ab diesem Zeitpunkt fertigten Mennekes und seine Mitarbeiter die ersten Steckvorrichtungen aus Aluminium. Ab 1960 wurden die Steckvorrichtungen auch aus Kunststoff gefertigt. 1966 erfolgte die Umstellung auf die international gültigen CEE-Rundsteckvorrichtungen. Als der Firmengründer Aloys Mennekes 1976 starb, beschäftigte die Firma 250 Mitarbeiter. Von nun an führten dessen Söhne Dieter (* 1940; † 2020) und Walter (* 1947) als Nachfolger das Unternehmen und bauten Mennekes zu einem weltweit agierenden Hersteller von Industriesteckvorrichtungen aus.
Ab 1992 war Walter Mennekes alleiniger Eigentümer und persönlich haftender Gesellschafter der Mennekes Elektrotechnik GmbH & Co. KG.

### Expansion im In- und Ausland
1991 übernahm das Unternehmen die Firma Technoplast in Neudorf, die seit 1995 als Tochterunternehmen vollständig zur Mennekes-Gruppe gehört. Ebenfalls 1991 eröffnete mit der Mennekes Electric Limited in Großbritannien die erste Tochtergesellschaft außerhalb Deutschlands.
1995 wurde die Tochtergesellschaft Mennekes Electric Singapore Pte Limited in Singapur gegründet. Ab diesem Jahr fertigte Mennekes Steckverbindungen in einem Joint Venture in der chinesischen Provinz Jiangsu.
2000 wurde die Midena Elektrowerkzeugbau GmbH in die Mennekes-Gruppe eingegliedert. 2002 errichtete die Firma ein Produktionsgebäude in Nanjing, wo ausschließlich Produkte für den chinesischen Markt hergestellt wurden. 2008 wurde ein zweites Fertigungsgebäude in Nanjing errichtet.
2001 wurden Tochtergesellschaften in Frankreich (Mennekes Electrotechnique France SARL in Reventin-Vaugris) und Italien (Mennekes Electric Italia s.r.l. in Mailand) gegründet. 2011 folgte eine Tochtergesellschaft in Indien (Mennekes Electric India Private Limited in Chennai), 2017 eine Repräsentanz im Mittleren Osten (Mennekes Middle East in Bahrain) und 2019 eine Tochtergesellschaft in den Niederlanden (Mennekes eMobility Nederland B.V. in Deventer). In den USA unterhält Mennekes ebenfalls eine Tochtergesellschaft (Mennekes Electrical Products in Fairfield/New Jersey).

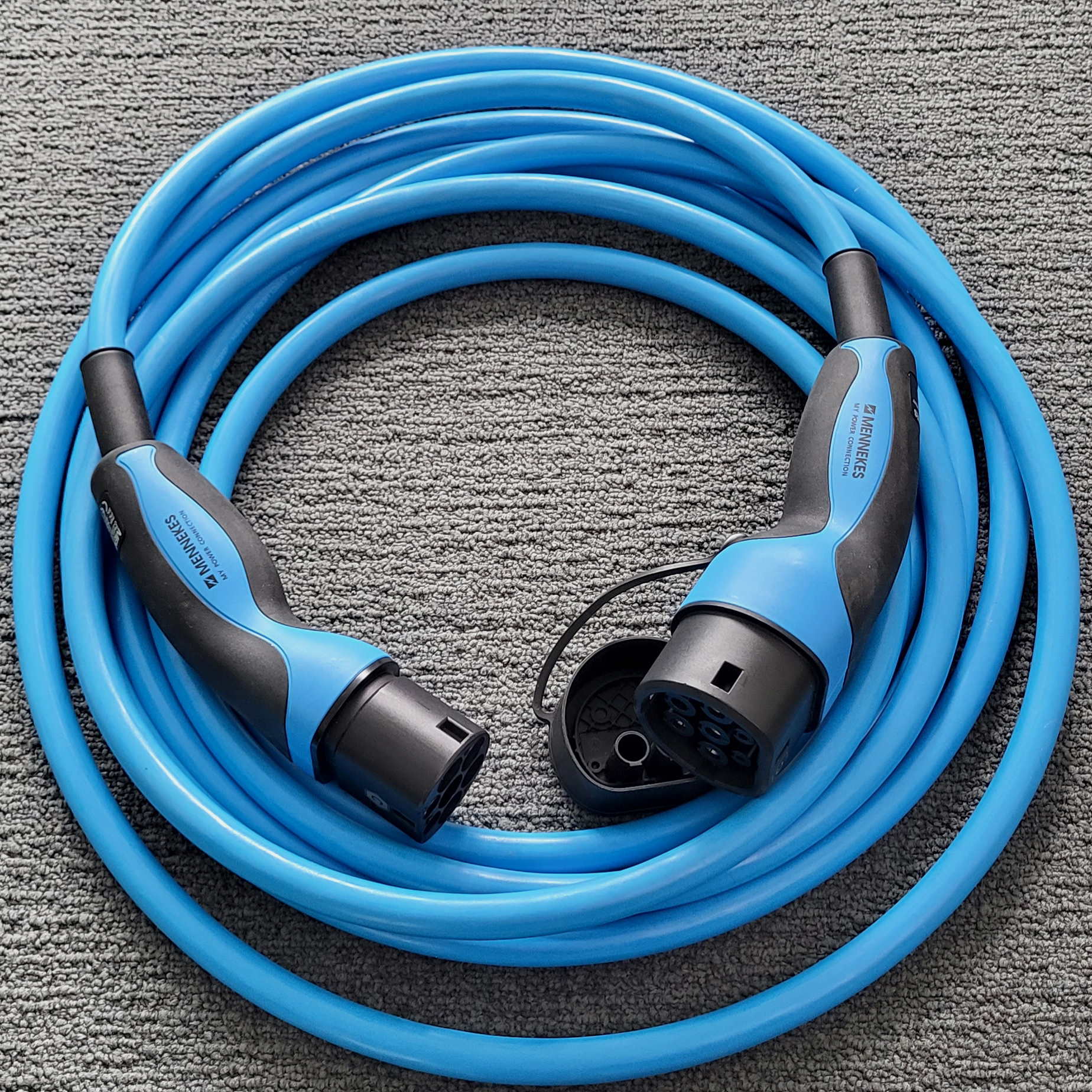
Ladekabel mit Typ2-Stecker von Mennekes

### Einstieg in die Elektromobilität

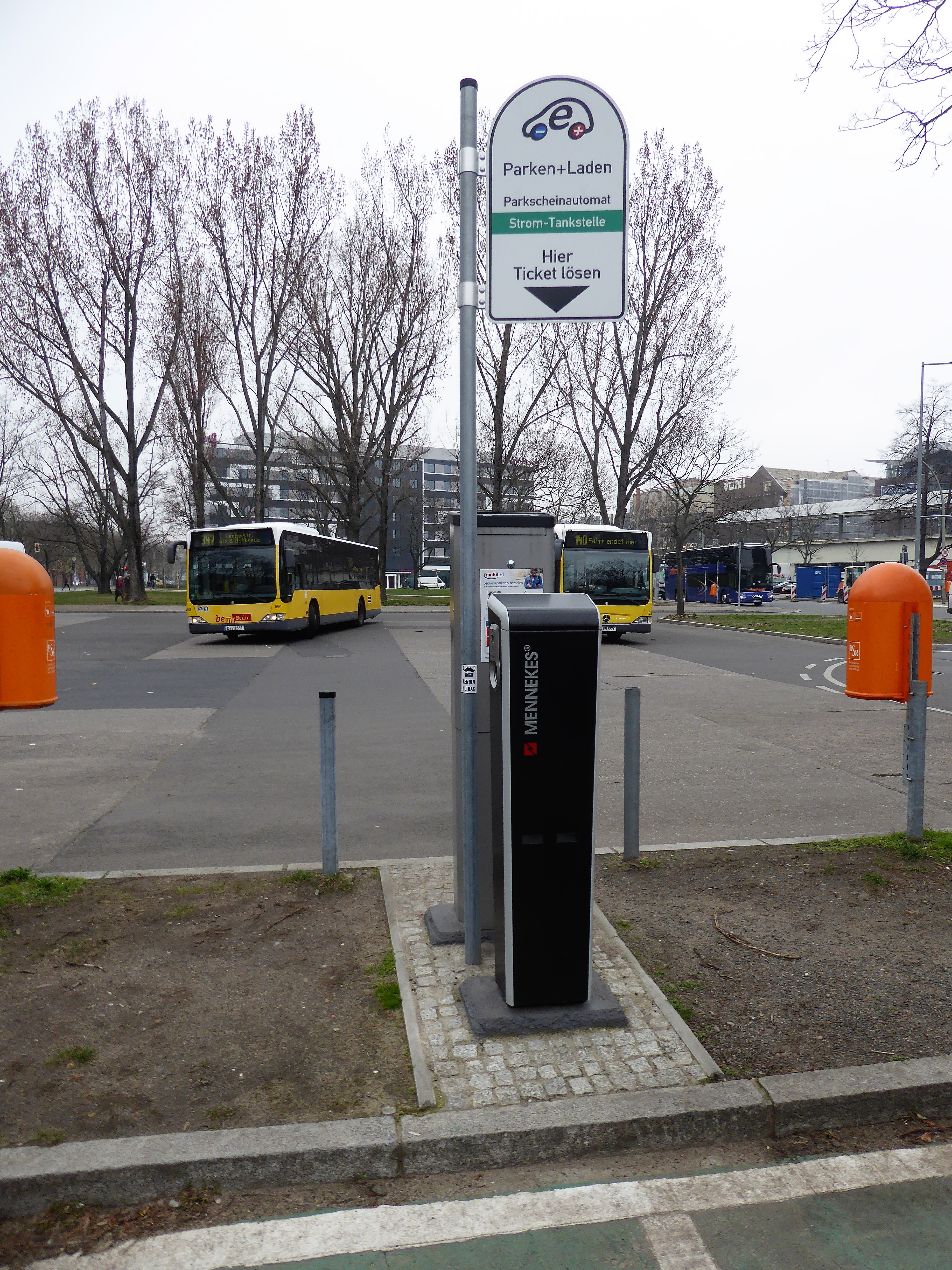
Öffentliche Wechselstromladesäule von Mennekes in Berlin

1998 entwickelte die Firma in Zusammenarbeit mit Autoherstellern und Energiekonzernen aus Industriesteckern Vorrichtungen für Elektroautos. 2008 stieg Mennekes in das Geschäftsfeld Elektromobilität ein und gründete entsprechende Geschäftsbereiche. 2009 entwickelte Mennekes nach den Vorgaben der Firmen RWE und Daimler ein System mit Ladestecker und Ladesteckdose, das Elektroautos und Ladestationen verband. Der Stecker versorgte Elektroautos mit Energie und rechnete den Energieverbrauch ab. In Folge rüstete die Firma Pilotprojekte in Berlin und Aachen mit den Ladesteckern aus. Mennekes-Geschäftsführer Volker Lazzaro und sein Team entwickelten das System mit Ladestecker und Ladesteckdose. Im gleichen Zeitraum schrieben sie die notwendige Norm für den Typ 2-Ladestandard und führten erste Gespräche mit Automobilindustrie, Energiekonzernen und den EU-Kommissaren Antonio Tajani und Günther Oettinger. Die Industrie einigte sich 2009 auf einen einheitlichen Ladestandard, der auf Mennekes Normentwurf für die Ladestecker basierte. Der neue Steckertyp, der als "Mennekes-Stecker" bekannt geworden ist, wurde vom VDE unter der VDE-AR-E 2623-2-2-Norm veröffentlicht. Mennekes verzichtete darauf, ein Patent auf den Stecker anzumelden, um das System europaweit durchsetzen zu können. 2009 stellte Walter Mennekes den von Mennekes entwickelten Stecker dem EU-Kommissar Antonio Tajani vor, 2010 präsentierte Walter Mennekes die Erfindung dem VW-Chef Martin Winterkorn und 2011 wurde Walter Mennekes mit dem Stecker bei dem EU-Kommissar Günther Oettinger vorstellig. Ebenfalls 2011 präsentierte Walter Mennekes den Stecker am Elektroauto-Gipfel im Bundeskanzleramt. 2011 floss der Stecker in die Version der internationalen IEC 62196-Norm als Typ 2-Stecker ein. Da die Bezeichnung „Mennekes-Stecker“ mehrdeutig ist, wird in Pressemeldungen der Ladestecker als „Mennekes-Typ 2-Stecker“ bezeichnet.
2011 empfahl die ACEA (Verband der europäischen Automobilhersteller) den Typ 2-Stecker von Mennekes als europäischen Standard für öffentliche Ladeinfrastrukturen, da Typ 1 (ursprünglich SAE J1772) grundsätzlich keine Drehstromladung erlaubt und Typ 3 keine Vorteile aufweist. 2013 schloss sich die EU-Kommission der Empfehlung an, den „Mennekes-Stecker“ als europäische Norm festzulegen.
2012 begann Mennekes in Kirchhundem mit der Produktion von Ladekabeln mit Typ 2-Stecker, Ladesäulen und Wandladestationen. 2014 brachte Mennekes die „Amtron“-Wallboxen auf den Markt. Sie lassen sich über eine eigene App verwalten.
Ebenfalls 2014 forderten Vertreter der Industrie sowie der Politik in Europa vermehrt ein standardisiertes Steckersystem für den Aufbau der Lade-Infrastruktur. Neben Mennekes Typ-2-Technologie reichten ein japanisches sowie ein französisch-italienisches Konsortium ihren Normentwurf für ein standardisiertes Steckersystem bei der Europäischen Kommission ein (Typ-3-Technologie und Typ-1-Technologie). Der auch als „Mennekes“-Stecker bezeichnete „IEC 62196 Typ 2-Stecker“ setzte sich gegen die anderen beiden Normentwürfe durch und wurde 2014 nach Beschluss des EU-Parlaments zum neuen europäischen Standard erhoben. Kurze Zeit später verwendeten neben den meisten öffentlichen Ladestationen die Elektroautos Nissan Leaf, Tesla Model S sowie der BMW i3 den Typ-2-Stecker von Mennekes. Im Gegensatz zum Typ-1-Stecker ist der „Mennekes-Stecker“ diebstahlsicher.
2016 begann auch in Neudorf die Produktion von Elektromobilitäts-Produkten. Im gleichen Jahr gründete Mennekes mit den Firmen Rheinenergie und Powercloud das Softwareunternehmen Chargecloud GmbH. Das Unternehmen bietet allen Betreibern von Ladeinfrastrukturnetzen eine modulare und cloud-basierte Software an, um ihre Ladestationen in Betrieb zu nehmen. Zudem können die Kunden mittels der Software ihre Ladeinfrastruktur laufend überwachen und abrechnen.

### Dritte Familiengeneration und Ausbau von Produktion und Verwaltung
2007 bis 2009 wurden die drei Fabrikgebäude in Kirchhundem durch ein Produktions- und Verwaltungsgebäude, den sog. "Campus", ersetzt.
2008 wurde die Produktionshalle der Firma Technoplast am Standort in Neudorf für 4,5 Millionen Euro um eine Fläche von 2.500 Quadratmeter erweitert. In den Jahren 2008 bis 2012 investierte die Mennekes-Gruppe weitere 8 Millionen Euro in das Unternehmen Technoplast. 2012 wurde die Firma Technoplast in die Mennekes Elektrotechnik Sachsen GmbH umfirmiert und für drei Millionen Euro ein neues Hochregallager in Betrieb genommen. Im selben Jahr wurde das Joint Venture in China in die Tochtergesellschaft Mennekes Industrial Electric China umfirmiert und der Standort von Nanjing nach Suzhou in den Osten Chinas verlegt.
2011 trat mit Christopher Mennekes die dritte Familiengeneration in die Geschäftsführung von Mennekes ein. Christopher Mennekes übernahm in den Folgejahren Schritt für Schritt die Aufgaben seines Vaters Walter Mennekes. Im gleichen Jahr wurde die Mennekes Stecker GmbH & Co. KG gegründet. Ebenfalls 2011 baute Mennekes in Kirchhundem-Würdinghausen eine 450 Quadratmeter große Fertigungshalle, in der Ladestationen für Elektrofahrzeuge gefertigt werden.
2013 wurde im Industriegebiet von Kirchhundem-Welschen Ennest ein neues Logistikzentrum gebaut. 2018 entstand ebenfalls in Welschen Ennest für 40 Millionen Euro eine neue 12.000 Quadratmeter große Produktionshalle mit Serienmontage für Industriesteckvorrichtungen, Kunststoffspritzerei, automatischem Kleinteilelager und weiteren Produktionsflächen für die Elektromobilität.

### Jüngere Entwicklungen
2018 eröffnete Bundeskanzlerin Angela Merkel auf dem EUREF-Campus in Berlin das von Mennekes initiierte Symposium „10 Jahre Elektromobilität – Gegenwart wird Zukunft“. Auf dem Campus unterhält Mennekes eine Repräsentanz mit Elektromobilitäts-Showroom und ein Schulungszentrum. Im gleichen Jahr baute die Firma am Standort in Neudorf eine neue 1.500 Quadratmeter große Halle, in der Industriesteckvorrichtungen und Produkte für die Elektromobilität produziert werden.
2019 entstanden in Kirchhundem-Welschen Ennest zwei neue Verwaltungsgebäude. Seit 2020 bietet Mennekes Unternehmern und Gewerbetreibenden mit "Ativo" eine Abrechnungsdienstleistungs-Software an, mittels der Elektroautofahrer alle Ladepunkte ihrer Ladesysteme online registrieren und über eine Cloud verwalten können.
2021 wurde ein Produktionsstandort für Ladekabel und Lade-Inlets in Rumänien in Betrieb genommen. Seit 2022 baut die Firma am Standort Welschen Ennest in Kirchhundem ein weiteres neues Verwaltungsgebäude.
2023 ging Walter Mennekes nach 50-jähriger Tätigkeit als geschäftsführender Gesellschafter der Firma in den Ruhestand. Im selben Jahr brachte Mennekes erstmals eine Doppelwallbox heraus.
2024 brachte Mennekes mit "Amtron 4You" und "Amtron 4Business" neue Wallboxen für das Laden zu Hause und das Laden z. B. in Unternehmen heraus. Für die Wallboxen gibt es eine Installations-App für Elektrohandwerker und eine App für Elektroauto-Fahrer.
2025 erweiterte Mennekes sein Elektromobilitäts-Angebot um Schnell-Ladesäulen (DC). Dafür erwarb das Unternehmen die Eigentumsrechte an den Ladesystemen des Start-ups Charge-V. Auf Basis der bisherigen Charge-V-Ladesäulen entwickelt Mennekes eigene Schnell-Ladesäulen für Industrie und Gewerbe, die 2026 erhältlich sein sollen.

## Unternehmensstruktur
Die Mennekes-Gruppe besteht aus der Mennekes Elektrotechnik GmbH & Co. KG, der Mennekes Stecker GmbH & Co. KG (beide ansässig in Kirchhundem), der Mennekes Elektrotechnik Sachsen GmbH in Neudorf sowie der Midena Elektrowerkzeugbau GmbH mit Sitz in Lennestadt. Mennekes unterhält 16 Vertretungen in Deutschland und einen eigenen technischen Außendienst. Das Unternehmen ist mit Tochtergesellschaften und Vertretungen in mehr als 90 Ländern aktiv.

## Produkte
Mennekes ist weltweit führend im Bereich der Industriesteckvorrichtungen. In diesem Bereich fertigt die Firma Stecker, Steckdosen, Steckdosenkombinationen, Verteilersysteme und Kupplungen für beispielsweise Industrie, den Bausektor, Bergbau, Schiffsbau und Bahnhöfe, Häfen, Serverzentren, Campingplätze, Flughäfen, Stadien, Messehallen, Feuerwehren und Katastrophenschutz. Das Kerngeschäft von Mennekes stellen Industriesteckvorrichtungen nach dem sogenannten CEE-System dar. Hier bietet Mennekes Produkte an, die nach den Normen IEC 60309 und IEC 61439 gefertigt werden.
In der Sparte Elektromobilität, wo Mennekes ebenfalls zu den führenden Herstellern gehört, fertigt das Unternehmen Ladekabel mit Typ 2-Stecker, Ladekabel mit Schuko-Stecker, Ladesäulen und Wallboxen. Die von Mennekes produzierten Wallboxen „Amtron“ gibt es für den privaten und für den halböffentlichen Bereich, etwa für Firmen- und Kundenparkplätze. Die Wallbox „Amtron Charge Control“ für den privaten Bereich lässt sich mit Solarstrom aus einer eigenen Photovoltaik-Anlage speisen. Die Ladesäulen „Amedio“ von Mennekes gibt es für den halböffentlichen Bereich wie Parkplätze von Unternehmen und Gewerbetreibenden. Weitere Ladesäulen bietet Mennekes speziell für öffentliche Parkbereiche in Städten und Gemeinden an. Daneben bietet Mennekes eigene Software an, wie die Abrechnungsdienstleistung „Ativo“, die Unternehmen und Gewerbetreibende zur Abrechnung von Ladestrom nutzen können.
Im Bereich Automotive produziert Mennekes spezifische Ladekabel und Lade-Inlets für Elektrofahrzeuge.

## Auszeichnungen
- 2013: Gütesiegel „Ausgezeichneter Ausbildungsbetrieb“ durch die Initiative „Ertragswerkstatt“[75]

- 2013: Platz 13 unter den Top-20-Marken der Hidden Champions in Deutschland im Ranking der Wirtschaftswoche[76]

- 2015: Platz 14 unter den Top-20-Marken der Hidden Champions in Deutschland im Ranking der Wirtschaftswoche[77]

- 2015: Förderplakette „ehren-bereit“ des Landes Nordrhein-Westfalen für die Freistellung und Unterstützung von ehrenamtlichen Mitarbeitern im Feuer- und Katastrophenschutz[78]

- 2018: German Innovation Award für eine neue Kontakthülsen-Lösung für Industrie-Steckvorrichtungen[79]

- 2018: VW Group Award in der Kategorie E-Mobility[80]

- 2020: Gütesiegel „Ausgezeichneter Ausbildungsbetrieb“ durch die Initiative „Ertragswerkstatt“[81]

- 2019: Zertifizierung der Mennekes Elektrotechnik Sachsen GmbH mit dem Gesundheits-Siegel "Erz-gesund" durch die Industrie- und Gewerbevereinigung Aue (IGA)[82]

- 2022: Gütesiegel „Ausgezeichneter Ausbildungsbetrieb“ durch die Initiative „Ertragswerkstatt“[83]
- 2023: Preis Soziale Marktwirtschaft der Konrad-Adenauer-Stiftung[84]
- 2023: Gütesiegel „Ausbildung Südwestfalen“ der Industrie- und Handelskammer Siegen[85]
- 2024: „Industriepartnerpreis“ des Zentralverband der Deutschen Elektro- und Informationstechnischen Handwerke (ZVEH)[86]

2018 wurde die Mennekes-Gruppe als "Familienfreundliches Unternehmen" durch eine Jury aus regionalen Wirtschaftsakteuren ausgezeichnet und in den Jahren 2020 und 2022 als "Familienfreundliches Unternehmen" re- zertifiziert.